# Мадагаскар
Мадагаска́р (малаг. Madagasikara, фр. Madagascar), офіційна назва Респу́бліка Мадагаска́р — суверенна острівна держава, розташована в західній частині Індійського океану на острові Мадагаскар і прилеглих дрібних островах біля східного узбережжя Африки, близько 400 км на схід від Мозамбіку.
Мадагаскар — член Африканського Союзу, Міжнародної організації франкофонії і ООН.
Від 1896 року до здобуття незалежності в 1960 році Мадагаскар був колонією Франції. У 1958—1976 роках країна мала назву Малагасійська Республіка, потім до 1992 року — Демократична Республіка Мадагаскар.

## Назва
Офіційна назва — Республіка Мадагаскар (фр. Republique de Madagascar; (малаг. Repoblikan'i Madagasikara, Madagasikara). Назва країни походить від мальгасійської назви однойменного острова Мадагасікара (Madagasikara), що виводиться з прамалайської мови і означає Край землі, що вказує західну межу мандрівок малайців Південно-Східної Азії. У європейські мови, можливо, уперше введено в оповіданнях про власні подорожі венеційського купця Марко Поло у XIII столітті як помилково спотворена назва сомалійського порту Могадішо. Колишня назва Малагасійська Республіка (фр. République malgache).

## Географія

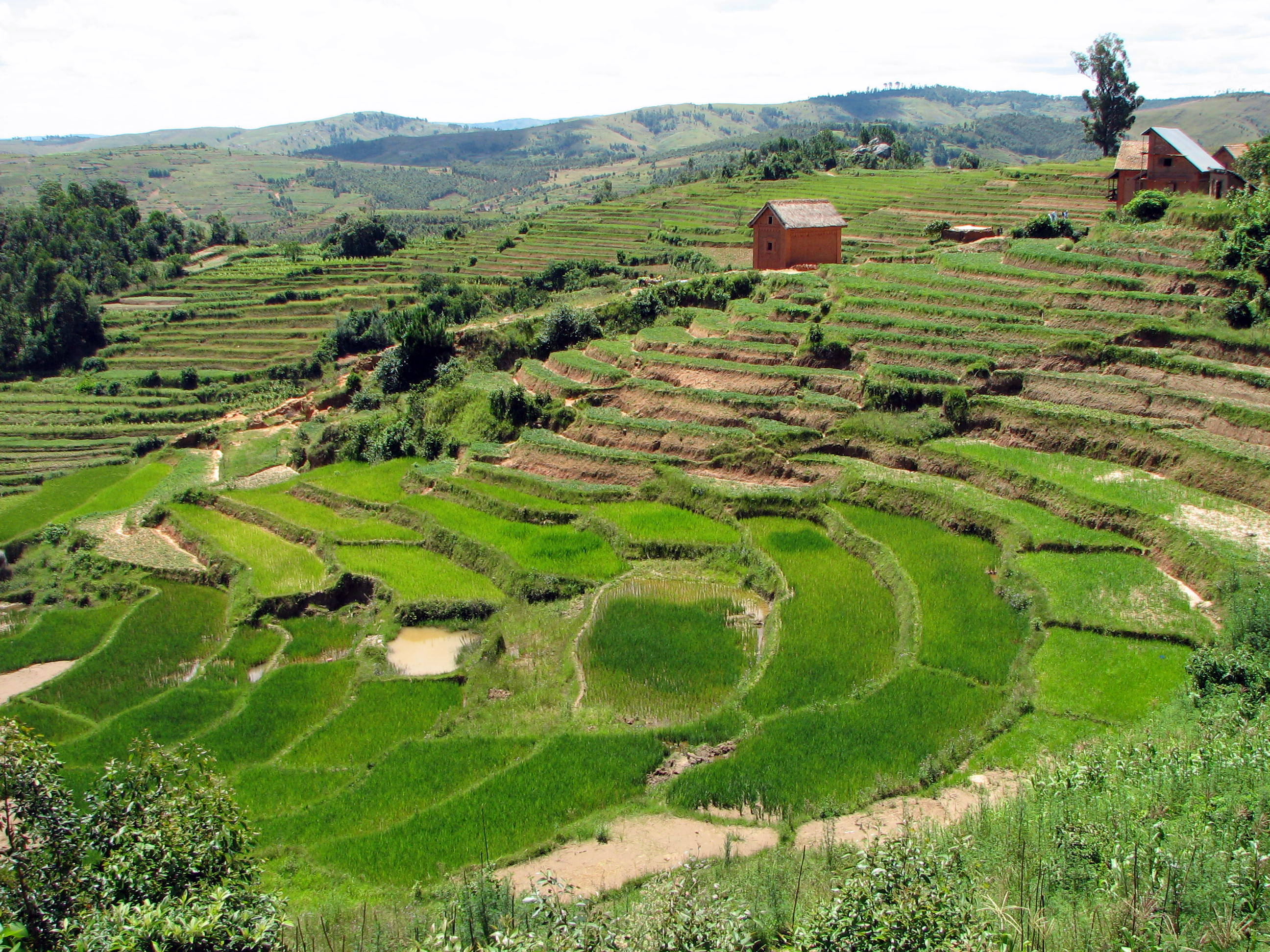
Терасне сільське господарство на східному узбережжі

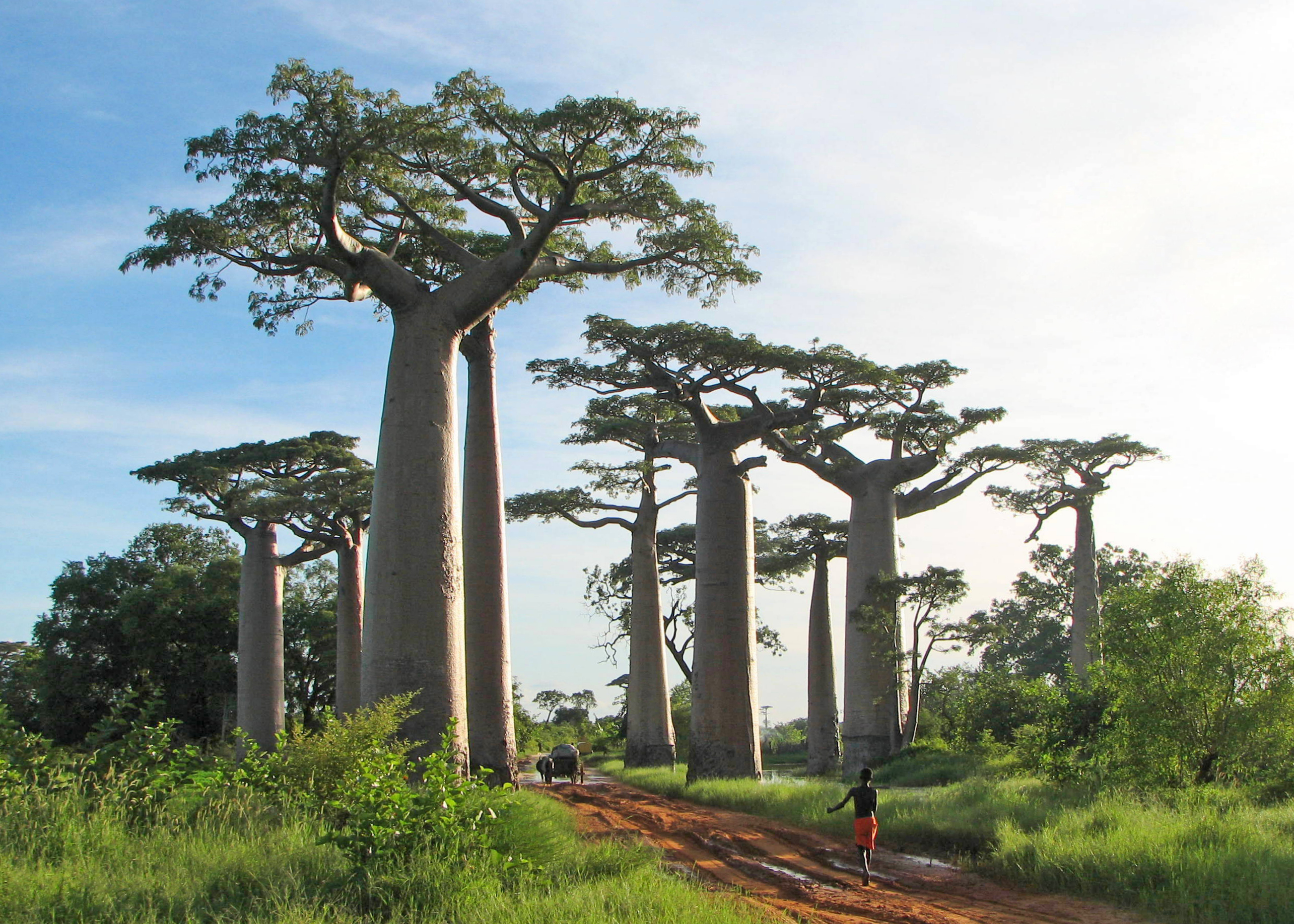
Баобаби неподалік міста Морондава

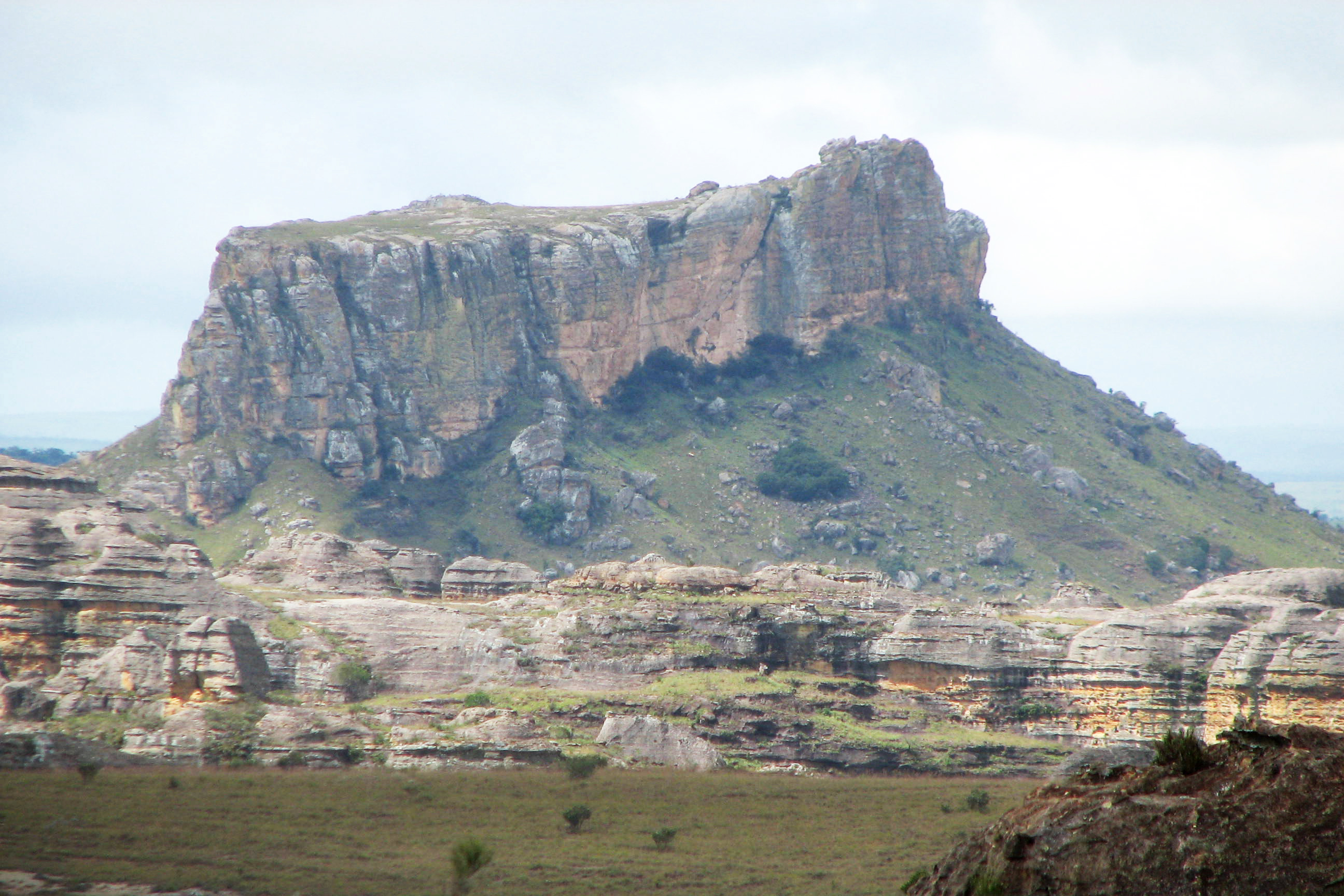
Національний парк Ісало

Острівна держава, що повністю займає великий острів (поступається розмірами лише Гренландії, Новій Гвінеї та Калімантану) розташована поблизу південно-східного узбережжя Африки. Територія країни простягається з півночі на південь на 1600 км, а із заходу на схід — на 580 км. Поряд із островом на півночі розташовуються острівні держави: Коморські й Сейшельські Острови, заморський острівний французький департамент Майотта (у складі архіпелагу Комор) і Розсіяні острови, на сході — заморський острівний французький департамент Реюньйон і острівна держава Маврикій, на заході — на континенті — Мозамбік.
Площа острова 590 тисяч км². Крайня північна точка — мис Амбр — віддалена від крайньої південної — мису Сент-Марі — на 1650 км.
Берегова лінія Мадагаскару не дуже звивиста, довжина якої складає 4828 км. Найбільше порізані північні та західні береги.
Мадагаскар — гірська країна: понад половину острова займають гірські хребти, узгір'я і пасма високих горбів. Головний вододіл тягнеться з півночі на південь більш як на 800 км уздовж східного берега так, що між ним і океаном залишається порівняно вузька смуга низовини. На схід гори обриваються круто. На заході до них прилягають узгір'я, що величезними східцями знижуються в бік Мозамбіцької протоки. Найвищі гори — Анкаратра і Царатанана — містяться всередині і на півночі острова. Це групи згаслих вулканів 2000—2500 м заввишки. Через усю східну частину острова з півночі на південь простяглося Центральне нагір'я (Високе плато) висотою 800—1500 м, у межах якого виділяють масиви: Царатанана — найвища точка Марумукутру (2876 м), Анкаратра — г. Цяфаявона (2644 м), Вухімехеті (1956 м).
Діючих вулканів на Мадагаскарі немає, але згаслих багато. Острів був колись осередком досить сильної вулканічної діяльності. Землетруси і тепер бувають часто. У багатьох місцях б'ють гарячі джерела, а з тріщин землі виходять струмені вуглекислого газу.
Якщо намалювати профіль Мадагаскару по лінії схід-захід, то в загальних рисах він матиме вигляд даху, один схил якого, звернений до Африки, довгий, пологий і східчастий, а другий, звернений до Індійського океану, короткий і стрімкий. Зрозуміло, що при такій будові поверхні річки західної і східної частин острова мають відрізнятися і розмірами, і характером своєї течії. Східний берег Мадагаскару багатий на річки. Усі вони невеликі, порожисті і стрімкі, особливо після дощів. Річок, що течуть у Мозамбіцьку протоку, не так багато, як на східному схилі острова, але зате вони довгі і повноводні. Деякі з них у нижній течії придатні для судноплавства, проте плавати по них можуть тільки судна з невеликою осадкою і плоскодонні.

### Клімат
Клімат східного узбережжя Мадагаскару є досить вологим та жарким, на заході спекотний та посушливий. Відмінність кліматів на острові пояснюється розмірами Мадагаскару і будовою його поверхні. При цьому є й спільні риси: клімат всюди тропічний, за винятком північно-західної частини острова, де панує клімат екваторіальних мусонів, а рік поділяється не на чотири сезони, а тільки на два — сухий і вологий.
На східному березі дощі починаються в грудні і тривають до квітня. У Тамтаве лютий — зазвичай найтепліший місяць, температура досягає 34 °C тепла. З травня до листопада триває сухий сезон, у який зазвичай дощів випадає дещо менше, ніж у вологий. Найхолодніший місяць — липень, коли температура в середньому становить 16 °C тепла.
Західний берег має спекотніший клімат порівняно з східним (температура сягає +38 °C). На його території також з грудня до квітня йдуть сильні, зливові дощі, на відміну від сухого сезону, коли вони трапляються рідко.

### Рослинність

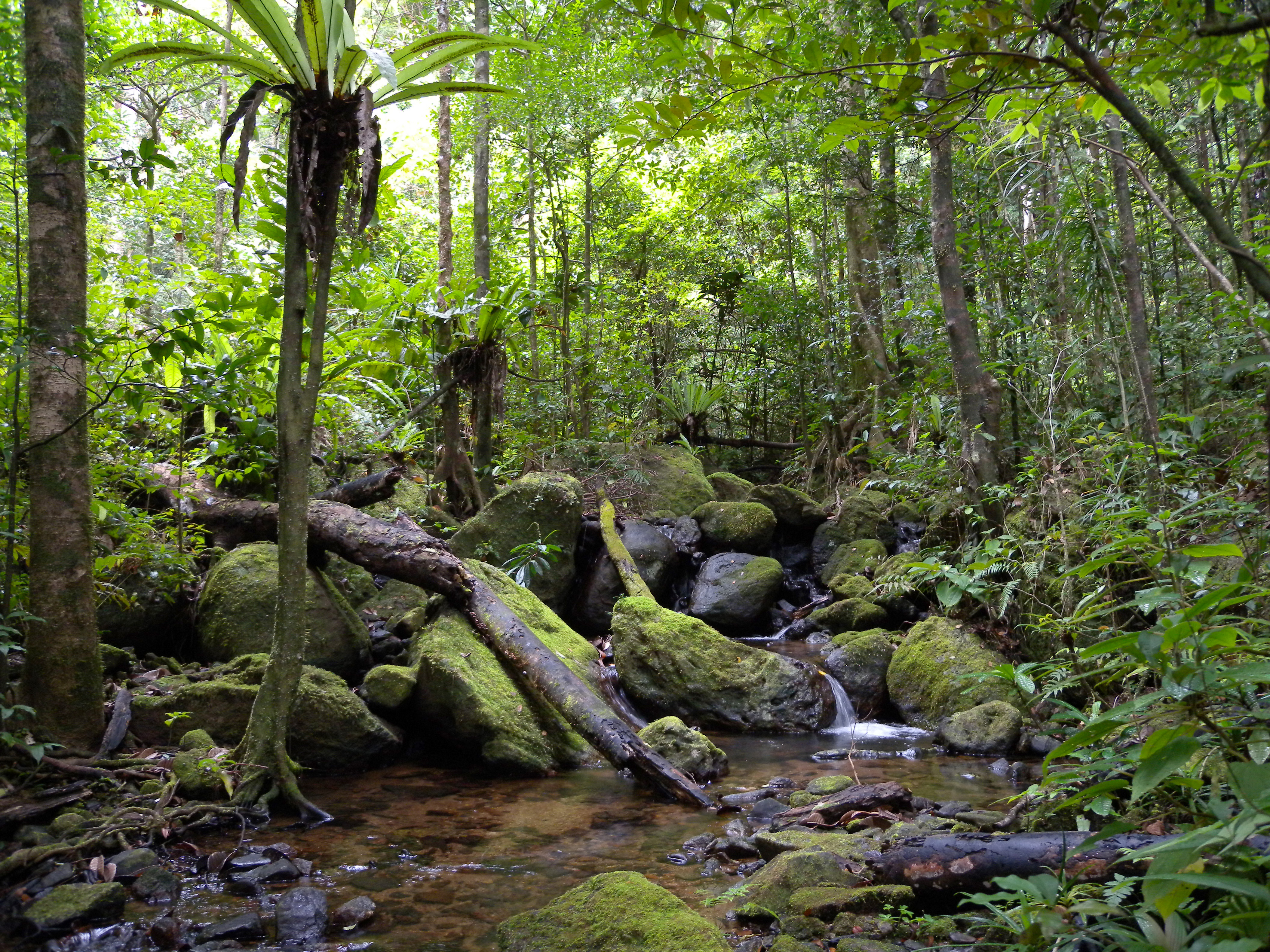
Масоала (національний парк)

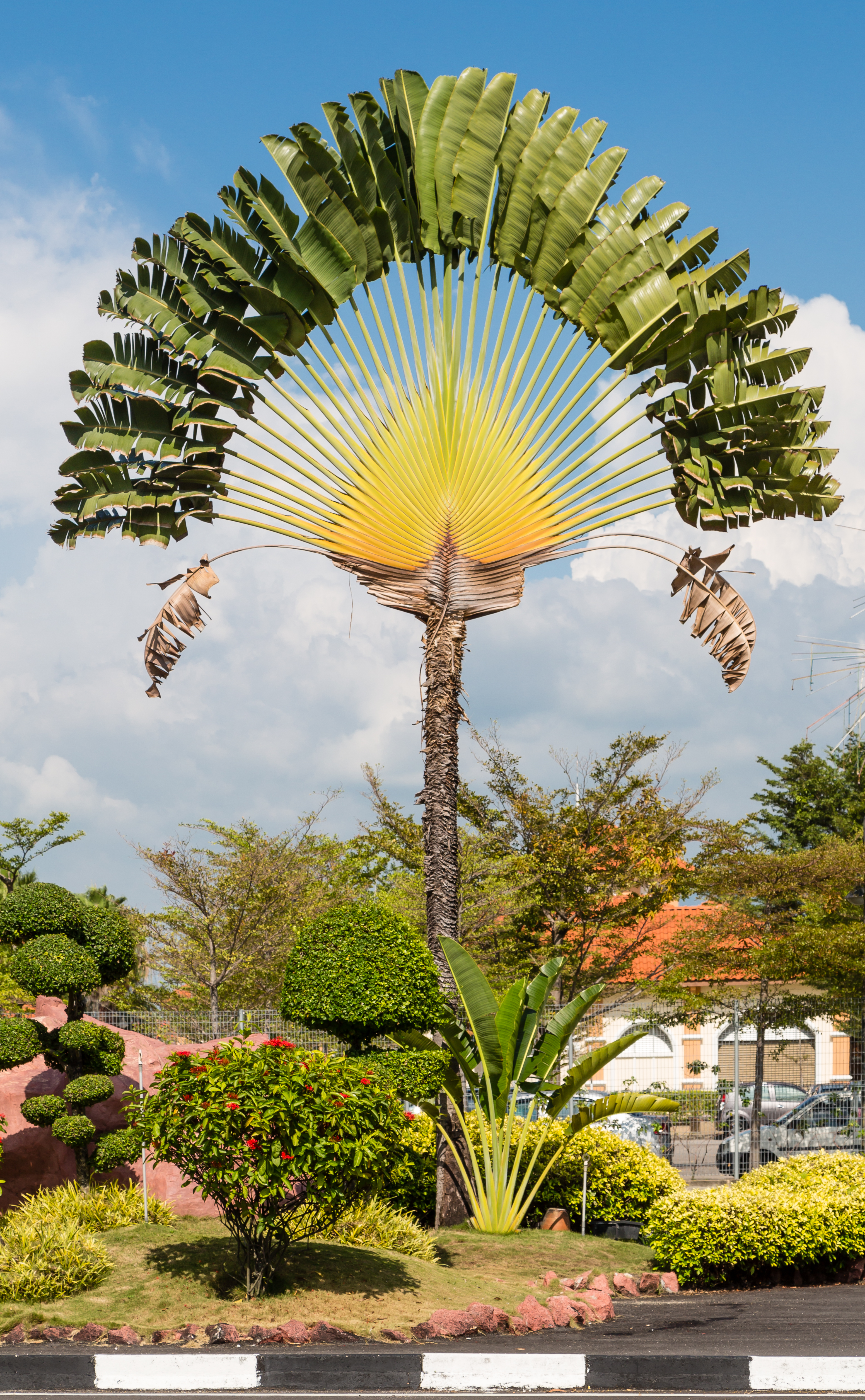
Равенала мадагаскарська, національна рослина острова

Усе східне узбережжя від моря до підніжжя гір зайнято вологим тропічним лісом. Ліси також тягнуться майже безперервно вузькою стрічкою по берегах навколо всього острова. У лісах найбільше папоротей, складноцвітних, бобових і химерних барвистих орхідей. Високостовбурні ліси з слабкорозвинутим підліском і непрохідні незаймані хащі чергуються з луками і драговинами. На заболочених ділянках лісу біля підніжжя дерев густо ростуть очерет, гігантські трави, лілії з білими і жовтими квітками й широкими розгорнутими листками.
У західній частині острова, де вологи менше, ліси значно рідші, вони зустрічаються, головним чином, по долинах річок. У суху пору року вони скидають листя, чим і відрізняються від вічнозелених лісів сходу. Найтиповіший ландшафт тут — савани, тобто трав'янисті простори з заростями чагарника. Трави і чагарники займають також узгір'я, і тільки найвищі місця майже позбавлені рослинності.
У лісах Мадагаскару багато цікавих і цінних порід: бамбук, баобаб, тамаринд, дерева тикове, ебенове, палісандрове, рожеве. На східному узбережжі росте кокосова пальма, на західному — віялова. У лісах росте також копалове дерево з густим блискучим листям, із смоли якого виготовляють лак. Повсюди (крім високогірної частини) є пальма рафія. Її стрункий, але короткий шорсткуватий стовбур прикрашений зверху пучком листя 5—6 м завдовжки. Листки дають волокно для виготовлення полотна.

### Тваринний світ

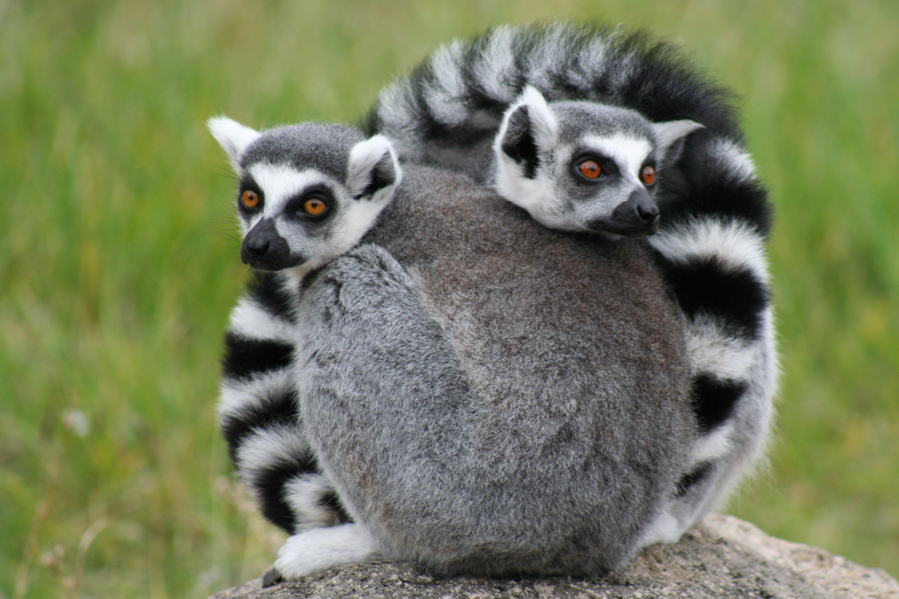
Лемур котячий

Мадагаскар — це країна з надвисоким біорізноманіттям; тваринний світ острова за своєрідністю можна порівняти тільки з австралійським. Він утворює зовсім особливу зоогеографічну область. Мадагаскар відокремився від Африки задовго до того, як виникла сучасна африканська фауна. Ось чому, незважаючи на близьке сусідство з Африкою, на Мадагаскарі майже зовсім немає звичайних африканських тварин, але зате на ньому збереглися дуже давні форми — лемури (або напівмавпи) і комахоїдні. Саме вони і є основними представниками тварин на Мадагаскарі, який недарма прозвали «островом лемурів».
Мадагаскарські лемури водяться тільки у лісах, удень сплять у дуплах дерев, уночі полюють, влаштовуючи інколи концерти в могильній тиші тропічних нетрів. Їхні дивні крики на непідготовлену людину справляють неприємне враження. Холоду лемури не терплять, і спроби пристосувати їх до життя в зоологічних садах Європи закінчилися невдачею.
Найбільший з лемурів — індрі. Голос його нагадує плач дитини. Усе тіло (завдовжки до 80 см) вкрите хвилястим хутром; лоб, груди, куприк і боки білі, решта все— буре і чорне. Хвіст короткий, недорозвинений, усього два-три сантиметри. Індрі спритний, легко стрибає з гілки на гілку, живиться плодами, але їсть і дрібних птахів. Легко приручається, і малагасійці виховують його для полювання.

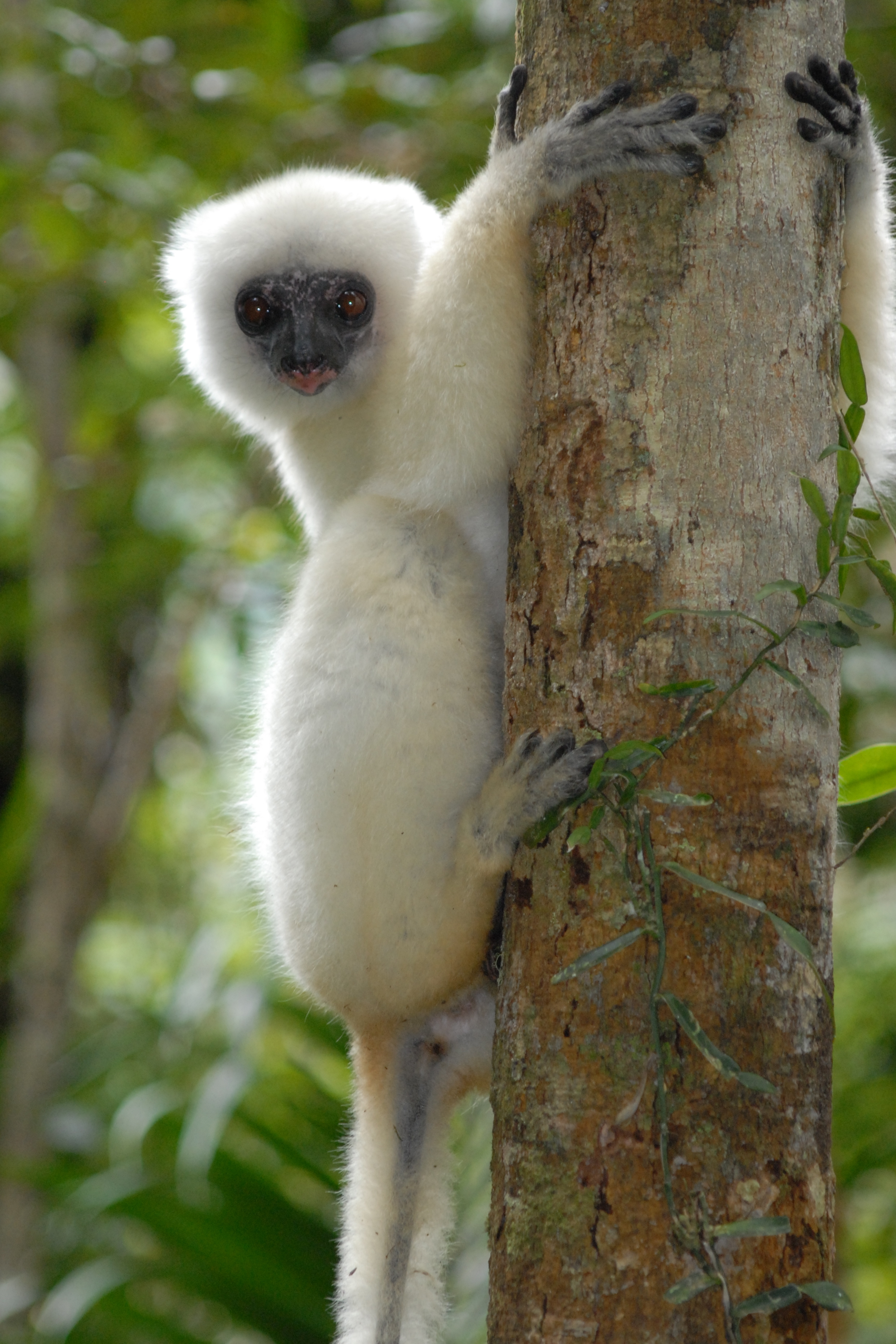
Propithecus candidus

Інший рід лемурів, з лисячою головою і довгим (довшим за тіло) хвостом — це макі. Вони жваві, рухливі, тримаються групами по 6—12 особин, у сутінках виходять збирати листя, плоди і полювати на дрібних тварин. Повна протилежність макі — це маленький і безхвостий лемур лорі. Його неповороткість і незграбність вражаючі. Цікавий також ай-ай, або руконіжка, — злий плоскоголовий лемур з великими вухами і довжелезним хвостом. Живе в бамбукових лісах, живиться серцевиною бамбука і цукрової тростини, але не гидує жуками і лялечками. Як тільки зійде сонце, він засинає, засунувши голову між ногами і обгорнувши її своїм довгим хвостом.

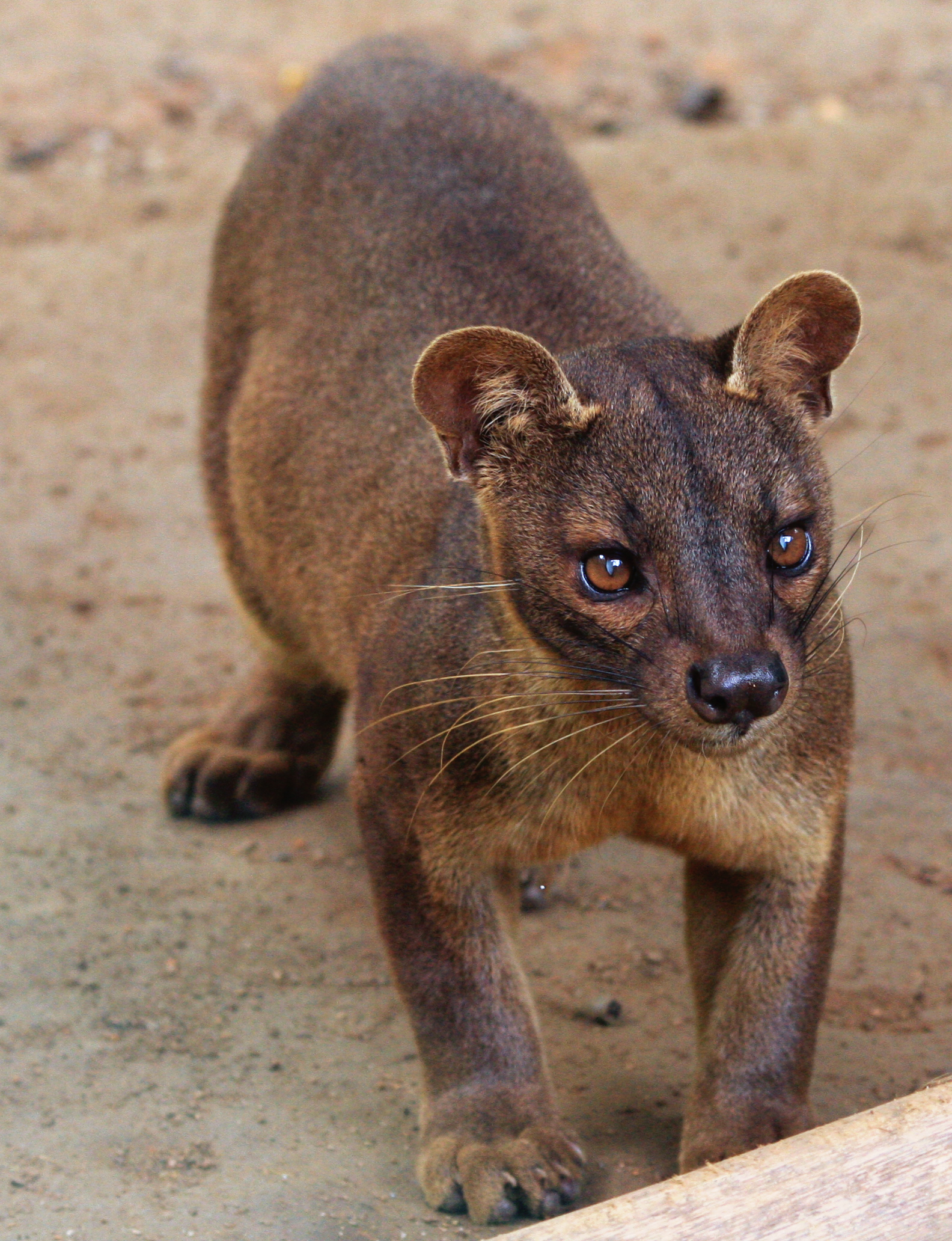
Фоса

Із хижаків на Мадагаскарі водиться тільки рудувато-чмакіорна фоса, або тхоровий кіт. Завбільшки вона з великого собаку, але невисока, бо лапи в неї короткі. Кішка ця наганяє жах на місцевих жителів. Про її кровожерність і силу розповідають легенди. З родини вівер на острові є мангуста, або іхневмон, яка називається ще фараоновою мишею, — нещадний винищувач змій.
У гористих місцях, чагарниках, папоротях і лісистих заростях живе полохливий, несмілий тенрек, представник комахоїдних. Тіло його, як у нашого їжака, вкрите голками; зростом він з кролика. Бачити його можна тільки влітку, після заходу сонця, коли він зі своєї нірки виходить на промисел. Узимку, ж тобто в період посухи, тенрек впадає в сплячку.
Водяться також африканський кабан і водяна свиня.
Птахи Мадагаскару також своєрідні. Тут водяться зелені папуги, яскраво-червоні кардинали, сині голуби, султанська курочка, ефіопський ібіс, зимородок синій, ворони, цесарки. Колись на Мадагаскарі жили, але потім винищені людьми велетенські, схожі на казуарів, птахи епіорніси, заввишки до 3 м і вагою до пів тонни. Яйце епіорніса за об'ємом дорівнює 150 курячим і може вмістити вісім літрів рідини.
Змії, що живуть на острові, не отруйні. В озерах, болотах і спокійних річкових заводях багато крокодилів.

## Історія
Рабство на острові було скасоване 1896 року, але багато з 500 тис. звільнених рабів залишилися слугами в колишніх господарів.

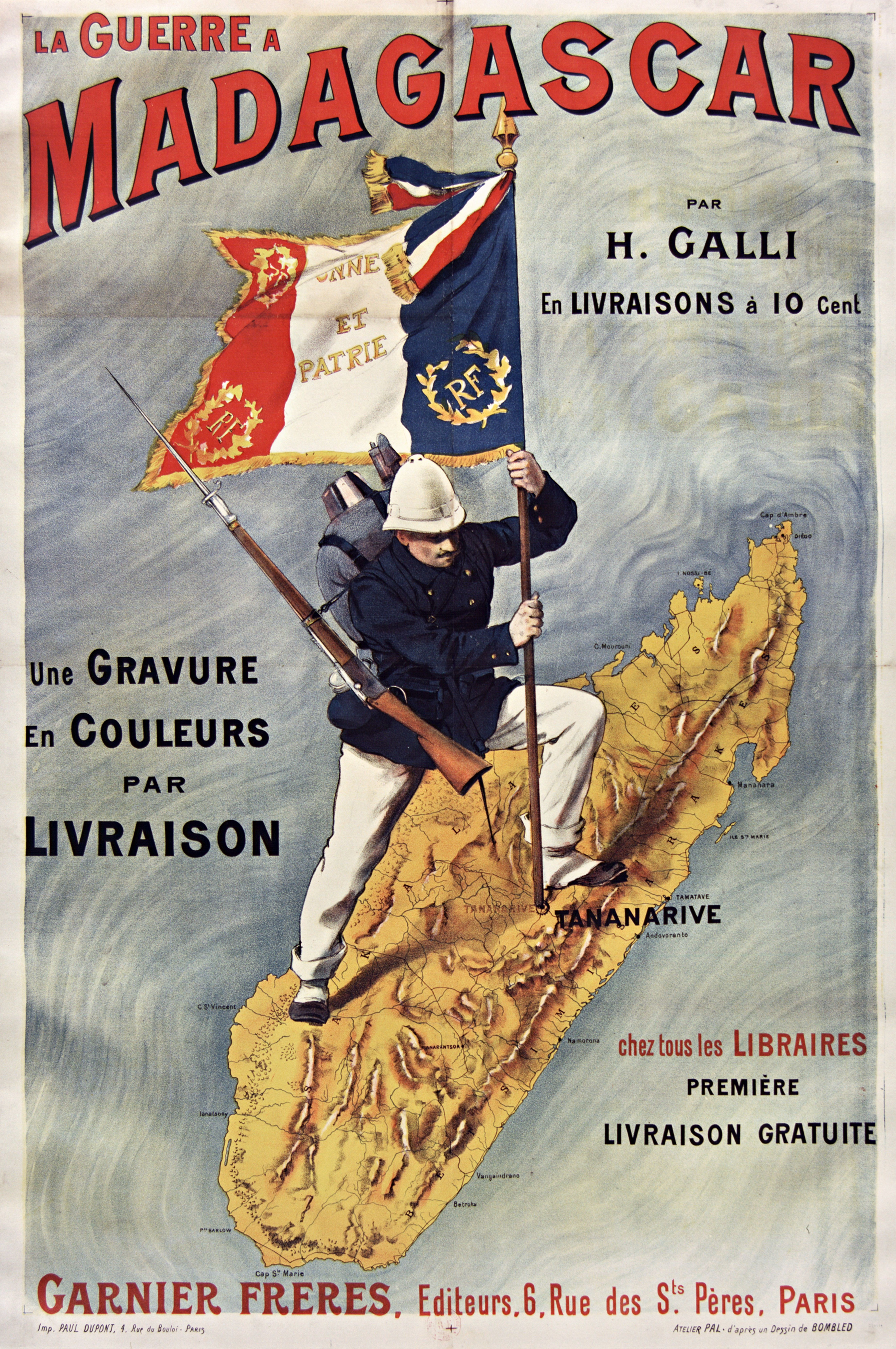
Французький пропагандистський плакат. 18 січня 1896 року був підписаний договір, який перетворював Мадагаскар на колонію Франції.

26 червня 1960 року була проголошена незалежність Малагасійської республіки. У результаті демократичних виборів до влади прийшла Соціал-демократична партія на чолі з Філібером Цирананою. Неоколоніалістичний режим уряду Ціранана призвів до різкого падіння рівня життя, поглиблення соціальних і етнічних протиріч. Країну охопила глибока економічна криза, мали місце масові антиурядові виступи й повстання. У таких умовах уряд Ціранана був змушений передати 18 травня 1972 року владу військовим. Новий уряд очолив генерал Рамананцуа. Уряд генерала переглянув нерівноправні франко-малагасійські угоди 1960 року і в 1973 році підписав нові — такі, що стверджували суверенітет Мадагаскару і виведення з країни французьких військ. Була обмежена діяльність іноземного капіталу і введений контроль над експортно-імпортними операціями.

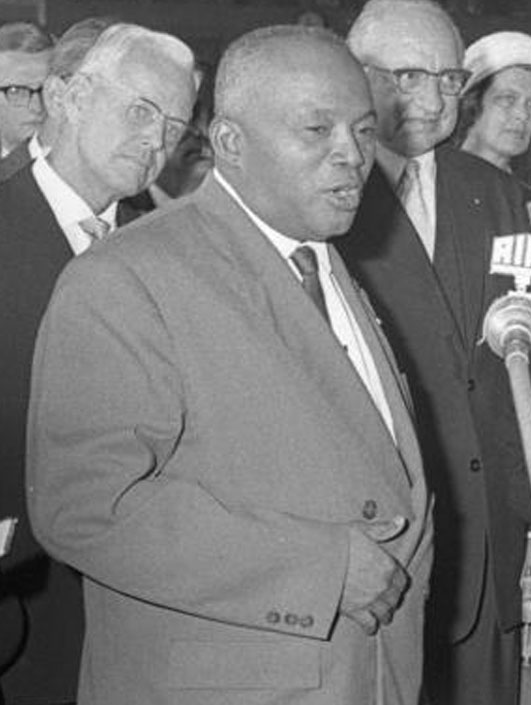
Філібер Циранана, 1-й Президент Мадагаскару

У 1975 році реакційні сили за підтримки частини армійських офіцерів і поліції підняли збройний заколот. У лютому 1975 року уряд Рамананцуа склав з себе повноваження. Була утворена Верховна Революційна Рада, яку очолив міністр закордонних справ Дідьє Рацірака. Новий режим узяв курс на соціалістичну орієнтацію. У грудні 1975 року на референдумі були схвалені Хартія Малагасійської Соціалістичної Революції, нова конституція і обрання Раціракі президентом республіки. Уряд приступив до вирішення завдань з подолання спадщини колоніалізму і наслідків неоколоніалістичного правління, маючи на меті зміцнення політичної незалежності та досягнення економічної самостійності. Була проведена націоналізація банків і більшості великих торгово-промислових компаній. Було скасовано подушний податок, податок на худобу, підвищена мінімальна заробітна плата.
У 1991—2002 роках у країні змінилося кілька правителів; Рацірака періодично повертався до влади, однак його повноваження були сильно урізані. Перші багатопартійні вибори 1992 року виграла демократична коаліція, очолювана Альбертом Зафі, який став президентом в 1993 року, а Франциск Рауені — прем'єр-міністром.
У 2002 році президентом країни став великий промисловець Марк Равалуманана, який почав проводити політику широких господарських і політичних реформ та боротьби з корупцією. У січні 2009 року між президентом країни Марком Равалуманана і мером столиці Мадагаскару Андрі Радзуеліна спалахнув конфлікт, який пізніше переріс у криваві зіткнення між їхніми прихильниками. 7 лютого 2009 року близько 10:00 прихильники мера зібралися на маніфестацію й рушили в напрямку президентського палацу, де їм перегородили шлях озброєні солдати. Після того, як деякі маніфестанти спробували прорватися крізь заслін, солдати відкрили вогонь, внаслідок чого близько 40 чоловік було вбито і близько 300 поранено. Прихильники мера звинувачують президента у зловживанні службовим становищем.
17 березня 2009 року президент країни Марк Равалуманана був фактично зміщений з поста своїм суперником, на бік якого перейшла армія, що раніше займала нейтральну позицію. Згідно з суперечливими повідомленнями, Равалуманана був вигнаний з президентського палацу військовими формуваннями під керівництвом контр-Іполита Рамарусуна. Оголошено про формування перехідного уряду під керівництвом колишнього мера Андрі Радзуеліна. Радзуелін відразу ж усунув з посад 8 міністрів, тим самим ще більше послабивши позиції колишнього президента. Тим часом Африканський Союз, саміт якого має відбутися в Антананаріву, засудив цю «спробу путчу». 20 березня 2009 року Африканський союз призупинив членство Мадагаскару в цій організації у зв'язку з державним переворотом.

## Політична система
Мадагаскар за формою правління є змішаною представницько-демократичною республікою, глава держави — президент Мадагаскару, глава уряду — прем'єр-міністр. Державний устрій — унітарна держава.

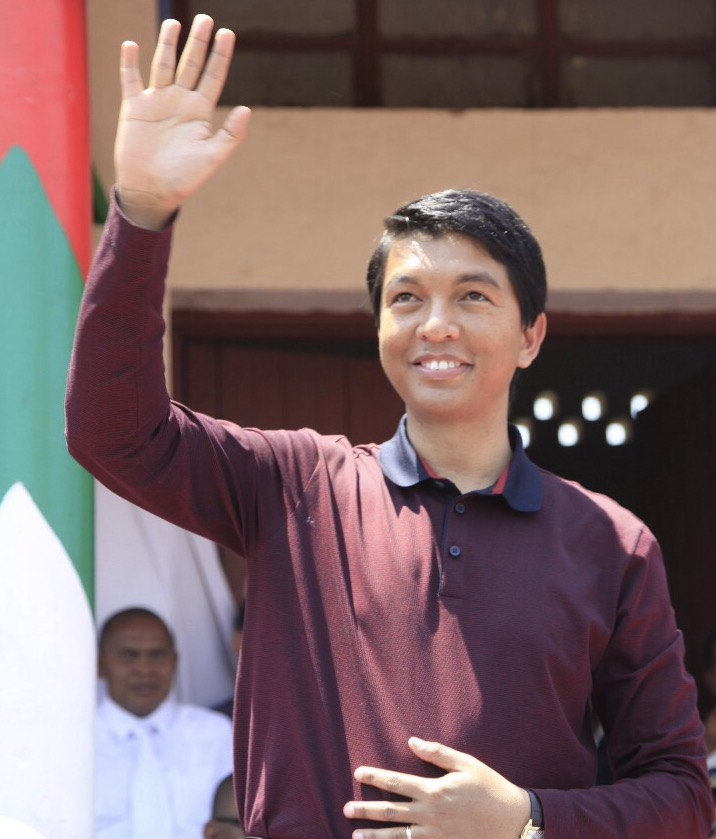
Президент Мадагаскару Анрі Радзуеліна

### Парламент

#### Політичні партії
Головні політичні партії Мадагаскару:
- Рух за прогрес Мадагаскару, заснований у 1972 році.
- Вундзі, заснована у 1973 році.
- Авангард за оновлення Мадагаскару (АРЕМА), заснований у 1993 році.

У 1977 році Національний фронт захисту малагасійської соціалістичної революції став єдиною легальною політичною організацією. Політична опозиція легалізована в 1990 році, створено 36 нових партій.

### Зовнішня політика
Мадагаскар член ООН з 1960 року.

#### Українсько-мадагаскарські відносини
Уряд Мадагаскару офіційно визнав незалежність України 4 березня 1992 року, дипломатичні відносини з Україною встановлено 10 червня 1993 року. Дипломатичних і консульських представництв в Україні не створено, найближче посольство Мадагаскару, що відає справами щодо України, знаходиться в Москві (Росія). Справами України на Мадагаскарі відає українське посольство в Південно-Африканській Республіці.

### Державна символіка
- Державний прапор
- Державний герб
- Державний гімн

## Адміністративно-територіальній поділ

Провінції Мадагаскару

Адміністративно територія держави поділяється на: 6 автономних регіонів.
| № | Українська назва | Малагасійська назва | Населення (2001), тис. жит. | Територія, тис. км² | Адм. центр   |
| - | ---------------- | ------------------- | --------------------------- | ------------------- | ------------ |
| 1 | Антананаріву     | Antananarivo        | 4 581,8                     | 58,3                | Антананаріву |
| 2 | Анціранана       | Antsiranana         | 1 188,4                     | 43,0                | Анціранана   |
| 3 | Фіанаранцуа      | Fianarantsoa        | 3 366,3                     | 102,4               | Фіанаранцуа  |
| 4 | Махадзанга       | Mahajanga           | 1 733,9                     | 150,0               | Махадзанга   |
| 5 | Туамасіна        | Toamasina           | 2 593,1                     | 71,9                | Туамасіна    |
| 6 | Туліара          | Toliara             | 2 229,6                     | 161,4               | Туліара      |

## Збройні сили
Чисельність збройних сил у 2000 році складала 21 тис. військовослужбовців. Загальні витрати на армію становили 47 млн доларів США.

## Економіка

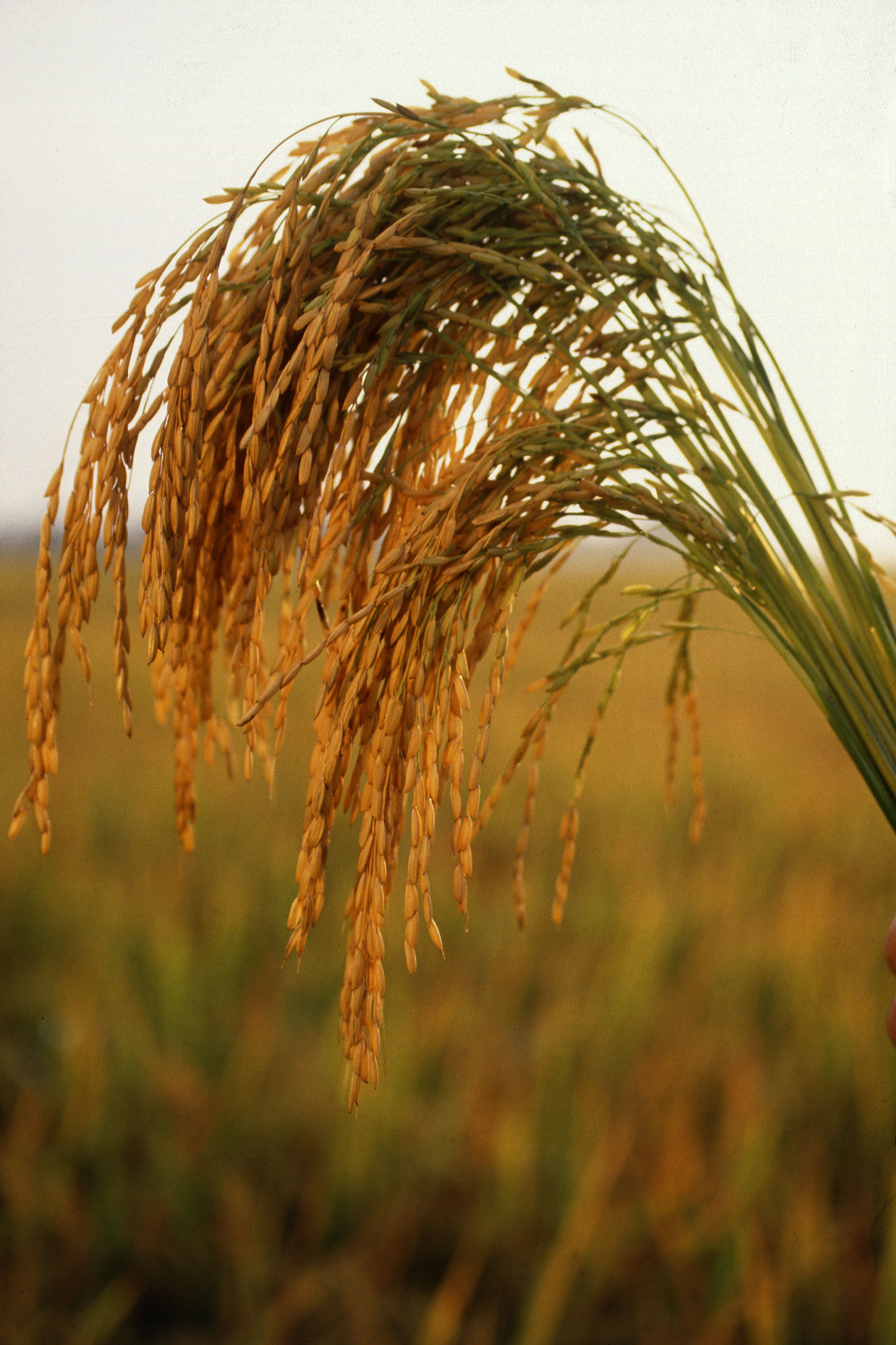
Основна агрокультура Мадагаскару — рис

Мадагаскар — одна з найвідсталіших аграрних держав світу. Валовий внутрішній продукт (ВВП) у 2006 році склав 16,7 млрд доларів США (143-тє місце у світі); що в перерахунку на одну особу становить 900 доларів (182-ге місце у світі). Промисловість разом із будівництвом становить 12 % від ВВП держави; аграрне виробництво разом із лісовим господарством і рибальством — 25 %; сфера обслуговування — 63 % (станом на 2006 рік). Зайнятість активного населення в господарстві країни розподіляється наступним чином: 10 % — обробна промисловість і будівництво; 78 % — аграрне, лісове і рибне господарства, гірнича промисловість; 12 % — сфера обслуговування (станом на 1990 рік).
Надходження в державний бюджет Мадагаскару за 2006 рік становили 0,9 млрд доларів США, а витрати — 1,1 млрд; дефіцит — 18 %.
Станом на 2003 рік 75 % населення кваліфікується як бідне, а дохід на душу населення становить 260 доларів США.

### Валюта
Національною валютою країни слугує малагасійський аріарі (з 2005 року).

### Промисловість
Головні галузі промисловості: харчова, гірнича і текстильна. Невелике значення мають також взуттєва, цементна і паперова.

### Гірнича промисловість
Щоденний видобуток власної нафти у 2004 році на Мадагаскарі становив 90,6 барелів на добу (33 тис. на рік), що складало 0,6 % від потреб економіки країни.

### Енергетика
За 2004 рік було вироблено 984 млн кВт·год електроенергії (експортовано 0 млн кВт·год); загальний обсяг спожитої — 915 млн кВт·год (імпортовано 0 млн кВт·год).
У 2004 році споживання нафти склало 14,5 тис. барелів на добу, природний газ не використовується для господарських потреб.

### Агровиробництво
У сільськогосподарському обробітку знаходиться більша частина площі держави — 63,8 %. Головні сільськогосподарські культури: рис, цукрова тростина, маніок їстівний, кукурудза, тютюн, банани, кава, ваніль, арахіс.
У 2006 році поголів'я великої рогатої худоби на острові становило 10 млн голів.

### Транспорт
Залізничний, автомобільний, морський транспорт. У країні 18 морських портів, найбільший — Туамасіна (понад 45 % вантажообігу). Антананаріву має міжнародний аеропорт.

### Туризм
Мадагаскар часто називають «островом-мрією», «серцем затонулого континенту». Він оспіваний багатьма поетами, зокрема Миколою Гумільовим. Іноземних туристів сюди вабить краса природного ландшафту, багатство й різноманітність рослинного та тваринного світу, а також
самобутність національної культури.
Визначні пам'ятки: президентський палац, музей національної музики, ринок ремісничих виробів Андра Нуахангі в Антананаріву, португальські форти в Тауланару, арабські мечеті й торговельні ряди в Махадзанга, національні парки та заповідники Андасібе, Беренті, Захамена, Ісалу, Лукубе, Монтань-д'Амбр, Царатанана, Цімбазаза та ін.
У 1996 році прибуток від іноземних туристів становив 65 млн доларів США.

### Зовнішня торгівля
Основні торговельні партнери Мадагаскару: Франція, Японія, Німеччина, Іран, ПАР.
Держава експортує: каву (45 %), ваніль, морепродукти, цукор, бавовняні тканини та хромову руду. Основні покупці: Франція (32 %); Японія (16 %); Німеччина (6,5 %). У 2006 році вартість експорту склала 170 млн доларів США.
Держава імпортує: промислові товари, паливо, продукти харчування. Основні імпортери: Франція (31 %); Іран (9 %); ПАР (8 %). У 2006 році вартість імпорту склала 477 млн доларів США.

## Населення

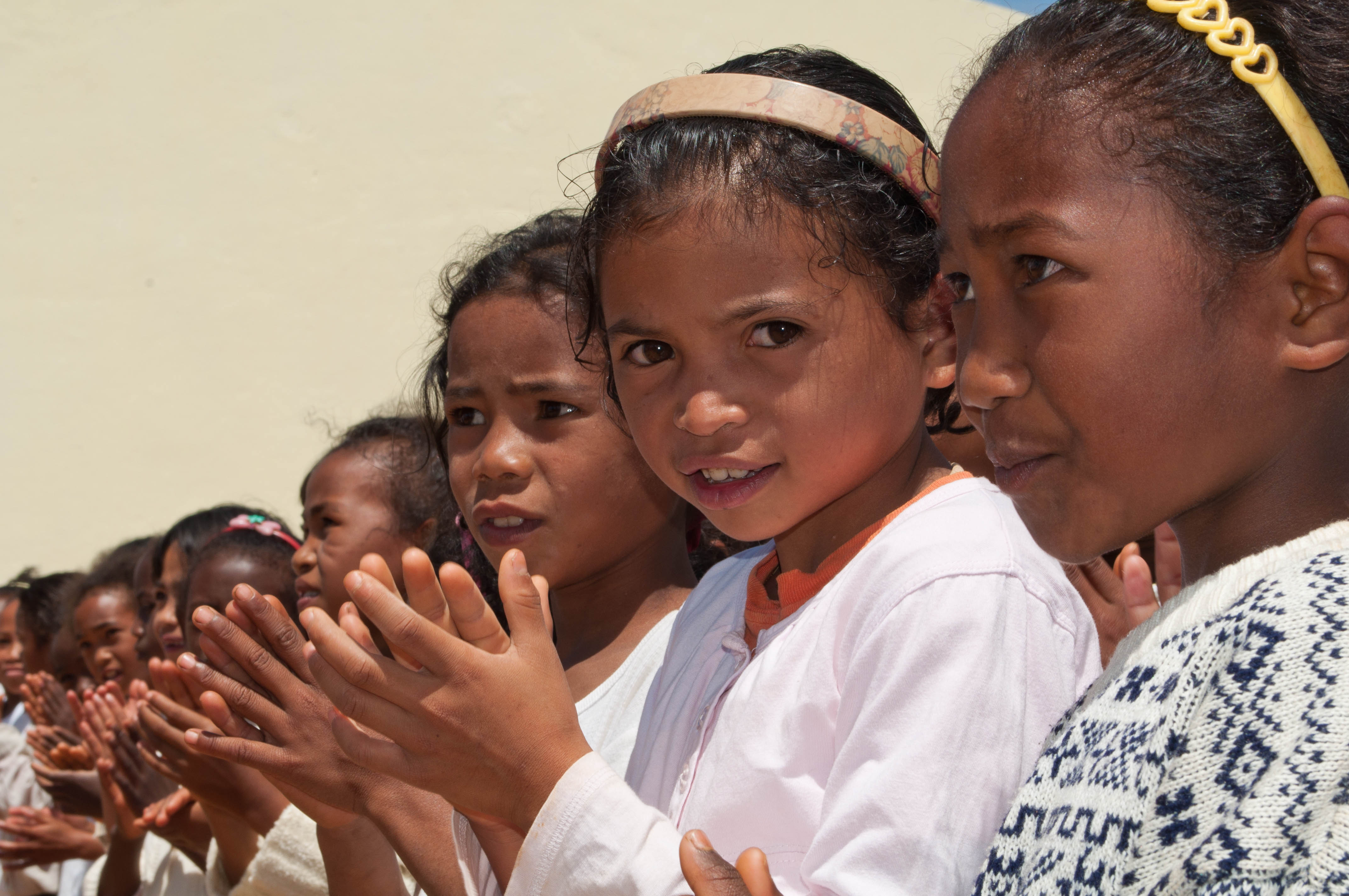
Малагасійці

Розподіл населення: більшість населення живе у східній частині острова; значне згрупування мешканців спостерігається в центральному високогір'ї та східному узбережжі.

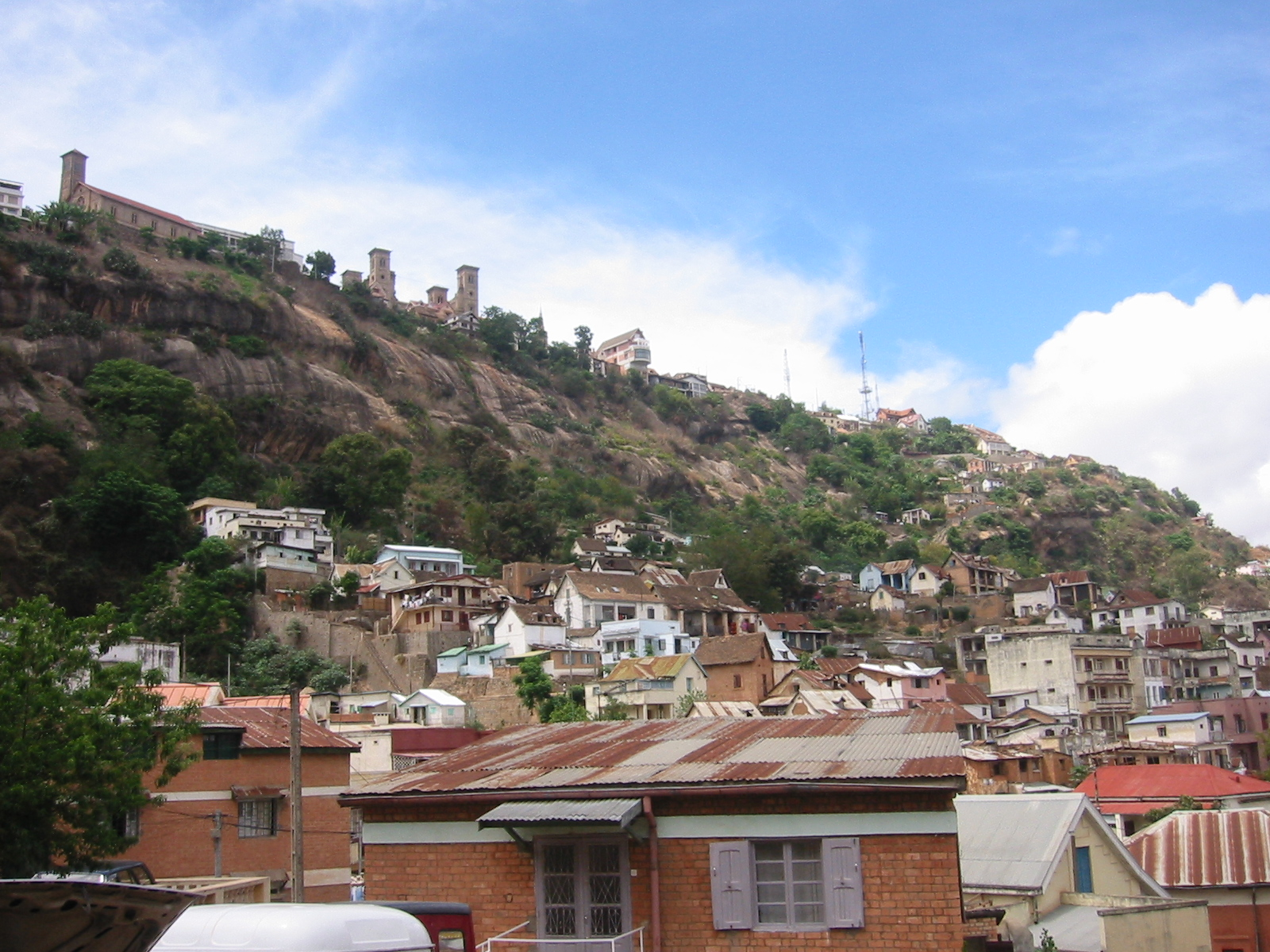
Антананаріву

Населення держави у 2006 році становило 18,6 млн осіб (55 місце в світі). Населення острова у 1900 році становило 2,2 млн осіб, у 1950 — 4,3 млн осіб, у 1980 році — 8,7 млн осіб. Густота населення: 27,2 осіб/км² (142 місце в світі). Згідно статистичних даних за 2006 рік народжуваність 41,4 ‰; смертність 11,1 ‰; природний приріст 30,3 ‰.
Вікова піраміда населення виглядає наступним чином (станом на 2006 рік):
- діти віком до 14 років — 44,8 % (4,2 млн чоловіків, 4,2 млн жінок);
- дорослі (15—64 років) — 52,2 % (4,8 млн чоловіків, 4,9 млн жінок);
- особи похилого віку (65 років і старіші) — 3 % (0,25 млн чоловіків, 0,31 млн жінок).

Після здобуття незалежності перепис населення проводився лише двічі, у 1975 та 1993 роках. На час останнього іноземці, яких було 18,5 тис., становили 0,15 % населення.

### Урбанізація
Рівень урбанізованості в 2000 році склав 28 %. Головні міста держави: Антананаріву (1,4 млн осіб), Туамасіна (200 тис. осіб), Анцирабе (180 тис. осіб).
Важливі міста: порт Таматаве, порт Мажунга, порт і військово-морська база Дієго-Суарес. З північного заходу до Мадагаскару прилягає маленький острів Носсі-Бе з важливим портом Носсі-Бе.

### Етнічний склад
Головні етноси, що складають мадагаскарську націю: малагасійці — 99 %, карана (вихідці з Індії та Пакистану) — 1 %.
Мадагаскар — поліетнічна держава, 18 етнічних груп складають народ мальгашів (малагасійців): антадруї, антайсака, антайфасі, бару, бецілеу, везу, зафіманіра, махафалі, мерина, сакалава, танала та ін. Населення сформувалося шляхом численних міграцій народів як Африки, так і південно-східної Азії, діяльності європейців-колонізаторів та арабів-торгівців. Мадагаскар був джерелом постачання рабів для острова Маврикій на заготівлі цінного чорного (ебенового) дерева (кінець XVI століття), для Реюньйону для роботи на плантаціях кави (початок XVIII століття), Сейшельських островів (кінець XVIII століття). Кілька відсотків населення становлять індійці, китайці, коморці, креоли, пакистанці і французи.
З огляду на особливості історичного та політичного розвитку Мадагаскару відносно привілейованою частиною населення є мерина. Через християнські місії вони першими з народів країни отримали доступ до європейської освіти.

### Мови
Державна мова: малагасійська. Офіційними мовами визнані також англійська і французька.
У першій Конституції 1958 року офіційними мовами Малагасійської Республіки було названо малагасійську та французьку. У Конституції 1992 року про офіційні мови нічого не говорилося, натомість, державною мовою оголошувалася малагасійська. З іншого боку, багато джерел заявляло про офіційний статус малагасійської та французької, оскільки вони були ними де-факто. У квітні 2000 року громадянин республіки подав заяву до суду на підставі того, що публікація офіційних документів виключно французькою була неконституційною. Вищий Конституційний Суд у своєму рішенні постановив, що за відсутності мовного кодексу французька мова має характер офіційної.
Англійська мова є маловживаною, але набирає популярність, а в 2003 році уряд оголосив про пробний проект введення вивчення англійської у початкових класах 44 шкіл. Вважалося, що цей проект пошириться на всю державу. У Конституції 2007 року малагасійська мова залишилася державною, а офіційними оголошувалися малагасійська, французька та англійська. Мотивацією надання англійській мові статусу офіційної певною мірою було покращення відносин з сусідніми державами, де англійська широковживана, а також заохотити прямі іноземні інвестиції. Англійська мова втратила цей статус конституційно після референдуму, проведеного в листопаді 2010 року. Ці результати не були визнаними політичною опозицією міжнародної спільноти, які посилалися на недостатню прозорість та об'єктивність організації виборів.

### Релігії
Головні релігії держави: анімізм — 52 % населення, католицтво — 21 %, протестантизм — 20 %, іслам — 7 %.
Християнство на острові почало поширюватися з XVII століття, більшість християн одночасно залишаються вірними давнім традиціям. Діють кілька афро-християнських церков. Досі збереглася ритуальна церемонія вшанування предків фамадихана — перепоховання покійних, під час якого останки дістають із сімейного склепу, очищають і, загортаючи в новий саван, виставляють для «спілкування» з родичами.
Іслам сунітського толку сповідують переважно переселенці з Коморських островів і Пакистану.

### Охорона здоров'я
Очікувана середня тривалість життя в 2006 році становила 57,3 року: для чоловіків — 54,9 року, для жінок — 59,8 року. Смертність немовлят до 1 року становила 75,2 ‰ (станом на 2006 рік). Населення забезпечене місцями в стаціонарах лікарень на рівні 1 ліжко-місце на 1230 жителів; лікарями — 1 лікар на 8330 жителів (станом на 1996 рік). Витрати на охорону здоров'я в 1990 році склали 2,6 % від ВВП країни.

### Освіта
Рівень письменності в 2003 році становив 68,9 %: 75,5 % серед чоловіків, 62,5 % серед жінок. У країні діє обов'язкова п'ятирічна шкільна освіта.
Витрати на освіту в 1996 році склали 1,8 % від ВВП країни.

### Інтернет
У 2001 році всесвітньою мережею Інтернет на Мадагаскарі користувались 8 тис. осіб.